# Vytautas-Žemkalnis-Gymnasium Panevėžys
Das Vytautas-Žemkalnis-Gymnasium Panevėžys (lit. Panevėžio Vytauto Žemkalnio gimnazija) ist ein Gymnasium mit 800 Schülern und 72 Mitarbeitern in Panevėžys, Litauen.

## Geschichte
1905 wurde die 4-jährige Maria-Mädchenschule in Panevėžys gegründet. Ab 1915 lernten die Mädchen am litauischen Gymnasium mit Jungen, aber es gab einzelne Abiturientenreihen.
Von 1931 bis 1932 baute man nach den Plänen des Architekten Vytautas Landsbergis-Žemkalnis ein neues Gebäude. Während des Zweiten Weltkriegs war im Gebäude ein Krankenhaus untergebracht. 1949 wurde das Mädchengymnasium zur 2. Mittelschule. Ab 1975 erhielt sie eine geisteswissenschaftliche Richtung. 1993 wurde der Name von Vytautas Žemkalnis vom Stadtrat Panevėžys erteilt. 1995 wurde die Schule zum Gymnasium. Sie liegt an der Schenkeln der Nevėžisschleife.

## Besonderheiten
Schon recht früh gründete sich an der Schule ein Volkstanzensemble. Später wurde das Volkstanzensemble „Kanapėlė“ genannt. Kanapėlė nimmt nicht nur an Stadtveranstaltungen, sondern auch an nationalen und internationalen Festivals teil. Aus diesem Grund wurde 2005 änlasslich des 100-jährigen Geburtstags der Schule das alle zwei Jahre stattfindende Tautinių šokių festivali ins Leben gerufen, an dem national und internationale Volkstanzensemble teilnehmen. Ziel der Tradition ist die Förderung des Volkstanzes, und damit des Bewusstseins des nationalen Selbstwertgefühls und des Selbstbewusstseins.
2016 gab es an der Schule massive Probleme mit den Hygienevorschriften, die nicht eingehalten wurden und über die berichtet wurde.

## Direktor
- 1915–1918: Marija Putramentienė-Giedraitienė
- 1918–1920: Juozas Balčikonis
- 1920–1925: Jonas Yčas
- 1925–1927: Konstantinas Šakenis
- 1927–1932: Julijonas Lindė-Dobilas
- 1932–1935: Jurgis Elisonas
- 1935–1940: Marija Giedraitienė
- 1940–1941: J. Navasaitis
- 1941: J. Keisminas, J. Elisonas, P. Butėnas
- 1941–1944: M. Muralytė
- 1944–1946: O. Janulionienė
- 1946–1947: B. Juška
- 1947–1949: K. Vilkaitė
- 1949–1950: J. Špokevičius
- 1950–1956: Stanislava Didžiulienė
- 1956–1960: Vladas Rajeckas
- 1960–1971: O. Jurgelevičienė
- 1971–1973: Petras Jaudzemas
- 1973–2002: Eugenijus Urbonas
- Seit 2002: Artūras Totilas

## Lehrer
- 1935–1944: Ona Maksimaitienė (1902–1999), Historikerin
- 1934–1937: Salomėja Nėris (1904–1945), Dichterin
- 1980–1993: Irena Skurdenienė, Lituanistin

## Schüler
- Bronislava Jacevičiūtė, Malerin
- Gediminas Kazlauskas, Umweltminister
- Algimantas Masiulis, Schauspieler
- Teresė Mikeliūnaitė, Museumsleiterin
- Jonas Pyragius, Pilot
- Agnė Lukšytė, Autorin
- Eugenija Šulgaitė, Schauspielerin
- Regina Zdanavičiūtė, Schauspielerin
- Vanda Zaborskaitė, Professorin
- Dalia Melėnaitė Schauspielerin
- Gražina Ručytė-Landsbergienė, Pianistin
- Ramutė Skučaitė, Dichterin
- Silvestras Gaižiūnas, Philologe
- Arvydas Šliogeris, Professor
- Ramūnas Klimas, Autor
- Stasys Kropas, Politiker
- Modesta Petrauskaitė (* 1987), Politikerin,  Mitglied des Seimas, Ratsmitglied der Rajongemeinde Panevėžys